# Platja del Cellerot
La platja del Cellerot és una platja urbana del municipi de Sitges (Garraf), situada davant del Passeig Marítim, entre la platja de les Anquines, a llevant, i la platja Cap de Grills, gairebé a la desembocadura de la riera de Ribes, a ponent. Té una longitud de 280 metres i una amplada mitjana de 7 metres, formada per pedres i còdols. Hi poden entrar els gossos, acompanyats dels seus amos, durant tot l'any.